# Christian Bindhammer

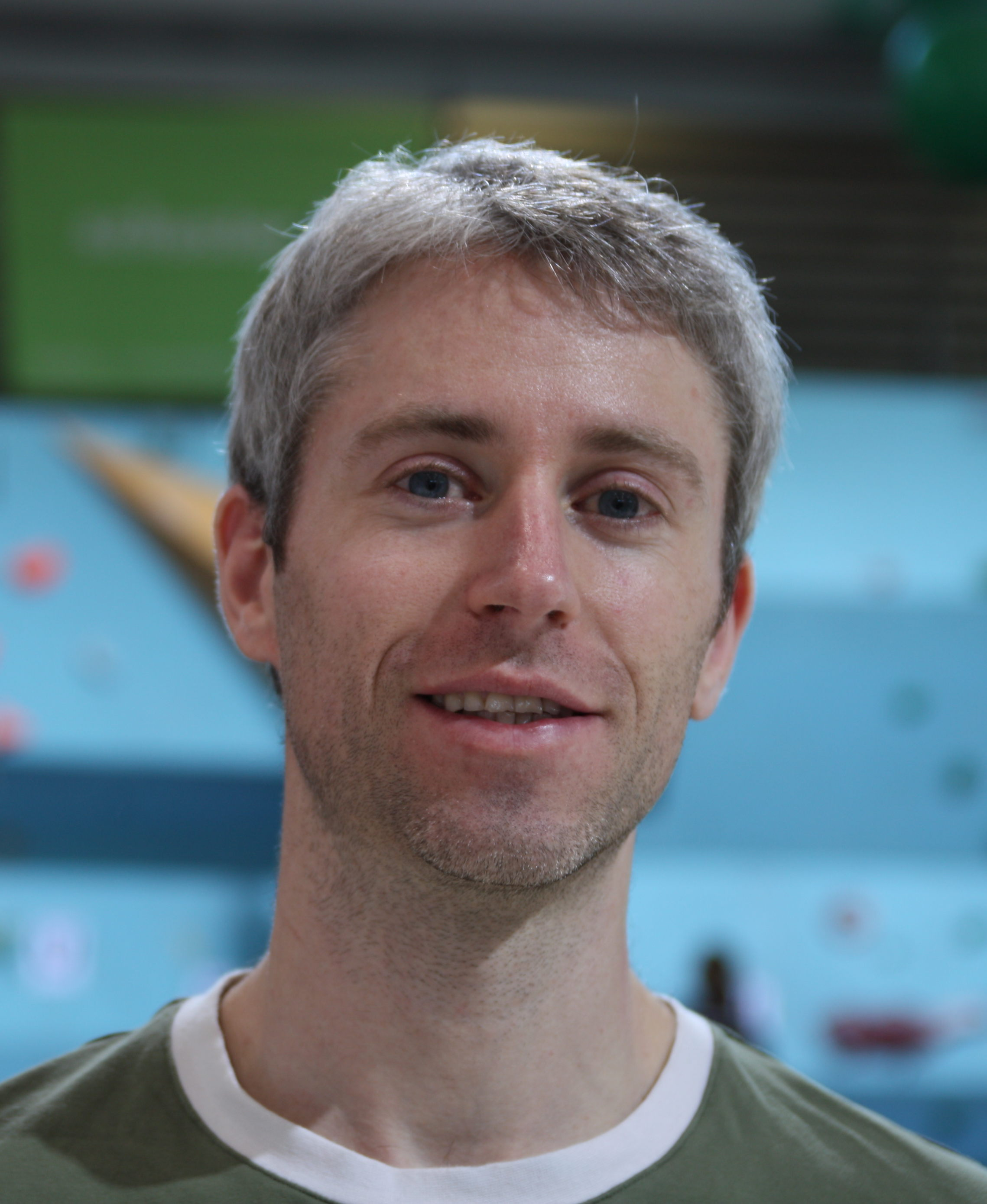
Christian Bindhammer (2009)

Christian Bindhammer (* 27. März 1976) ist ein deutscher Unternehmer und ehemaliger Wettkampfkletterer.

## Leben
Bindhammer startete seine Wettkampfkarriere 1993 und ist seit 1994 erfolgreich. 1995 wurde er Junioren-Weltmeister. Von 1996 bis 2003 konnte der Kletterer, der seine Stärken im Vorstiegsklettern hat, acht Mal in Folge die Deutsche Meisterschaft gewinnen. Seinen neunten Titel erzielte er im Jahr 2007 bei der Deutschen Meisterschaft in Frankenthal. Auch den Deutschen Sportklettercup dominierte Bindhammer.
Der größte internationale Erfolg für Christian Bindhammer war der Sieg beim Rockmaster in Arco im Jahr 2001. Zudem erreichte er drei zweite Plätze bei Weltcup-Ereignissen – Valence 2004, Kuala Lumpur 2001, Wien 1999 –, einen dritten Rang bei der EM 1998 in Nürnberg und den vierten Rang der Weltmeisterschaft 2004 in Chamonix. Seinen letzten internationalen Auftritt hatte er im Jahr 2009 bei der Kletterweltmeisterschaft im chinesischen Qinghai.
Seine Lieblingskletterregion ist Südfrankreich. Auch am Naturfels gelangen ihm einige sehr schwierige Routen, darunter eine Wiederholung der Route Action Directe („XI“ UIAA) im Frankenjura und die Erstbegehungen von „Big Hammer“ (9a franz.) in Pinswang und von „The Maze“ (9a franz.) und „Monster Maze“ (9a/9a+ franz.) im Klettergebiet „Neues Tiefenbach“ im Allgäu.
Bindhammer war der erfolgreichste deutsche Wettkampfkletterer seit 1993. Seit 2007 ist er zudem weiterhin auf internationaler Wettkampfebene als IFSC Routesetter aktiv. Unter anderem war er für den Routenbau bei den Weltmeisterschaften 2011 in Arco und 2021 in Moskau im Einsatz. Er hat einen Sohn und lebt überwiegend im Allgäu.

## Nachweise
1. ↑  http://www.ifsc-climbing.org/index.php?page_name=pstambl&all=1&person=112&cat=1#results
2. ↑  Allgäu Extrem: “Monster Maze” (9a/+) von Christian Bindhammer

| Personendaten    | Personendaten                |
| ---------------- | ---------------------------- |
| NAME             | Bindhammer, Christian        |
| KURZBESCHREIBUNG | deutscher Wettkampfkletterer |
| GEBURTSDATUM     | 27. März 1976                |